# Wiktoria Pikulik
Daria Pikulik (Darłowo, 15 giugno 1998) è una pistard e ciclista su strada polacca che corre per il team Human Powered Health.
Attiva in formazioni UCI dal 2022, è la sorella minore di Daria Pikulik, anch'ella ciclista.

## Palmarès

### Pista
- 2018

Grand Prix of Poland, Inseguimento a squadre (Pruszków, con Daria Pikulik, Nikol Płosaj e Nikola Różyńska)
- 2019

Grand Prix of Poland, Inseguimento a squadre (Pruszków, con Daria Pikulik, Nikol Płosaj e Justyna Kaczkowska)
Campionati polacchi, Omnium Under-23
Campionati polacchi, Inseguimento a squadre Under-23 (con Daria Pikulik, Marta Jaskulska e Marlena Karwacka)
Campionati polacchi, Americana Under-23 (con Daria Pikulik)
- 2021

3ª prova Coppa delle Nazioni, Americana (Cali, con Daria Pikulik)
- 2022

Campionati polacchi, Inseguimento a squadre (con Olga Wankiewicz, Daria Pikulik e Nikol Płosaj)
Campionati polacchi, Corsa a punti
- 2023

Grand Prix of Poland, Americana (Pruszków, con Nikol Płosaj)
Grand Prix of Brno, Americana (Brno, con Daria Pikulik)
Campionati polacchi, Omnium
Campionati polacchi, Corsa a punti

### Strada
- 2016 (Juniores)

Campionati polacchi, Prova a cronometro Junior
- 2022 (ATOM Deweloper Posciellux.pl Wrocław, una vittoria)

Campionati polacchi, Prova in linea

## Piazzamenti

### Competizioni mondiali
- Campionati del mondo su pista

Astana 2015 - Inseguimento individuale Junior: 19ª
Aigle 2016 - Corsa a punti Junior: 3ª
Aigle 2016 - Inseguimento a squadre Junior: 6ª
Aigle 2016 - Omnium Junior: 11ª
Apeldoorn 2018 - Inseguimento a squadre: 8ª
Apeldoorn 2018 - Americana: 14ª
Pruszków 2019 - Americana: 8ª
Berlino 2020 - Corsa a punti: 20ª
Roubaix 2021 - Inseguimento a squadre: 6ª
Roubaix 2021 - Americana: ritirata
Saint-Quentin-en-Yvelines 2022 - Inseguimento a squadre: 11ª
Saint-Quentin-en-Yvelines 2022 - Americana: ritirata
Glasgow 2023 - Inseguimento a squadre: 10ª
Glasgow 2023 - Americana: 4ª
- Campionati del mondo su strada

Richmond 2015 - In linea Junior: 34ª
Doha 2016 - Cronometro Junior: 24ª
Doha 2016 - In linea Junior: 27ª
- Giochi olimpici

Tokyo 2020 - Americana: 6ª
Parigi 2024- Americana: 7ª

### Competizioni continentali
- Campionati europei su pista

Atene 2015 - Corsa a punti Junior: 4ª
Montichiari 2016 - Scratch Junior: 3ª
Montichiari 2016 - Inseguimento a squadre Junior: 4ª
Montichiari 2016 - Omnium Junior: 6ª
Anadia 2017 - Inseguimento a squadre Under-23: 2ª
Anadia 2017 - Corsa a punti Under-23: 6ª
Anadia 2017 - Americana Under-23: 9ª
Berlino 2017 - Inseguimento individuale: 17ª
Aigle 2018 - Inseguimento a squadre Under-23: 5ª
Aigle 2018 - Omnium Under-23: 6ª
Aigle 2018 - Americana Under-23: 5ª
Glasgow 2018 - Inseguimento a squadre: 4ª
Glasgow 2018 - Americana: 9ª
Gand 2019 - Inseguimento a squadre Under-23: 6ª
Gand 2019 - Corsa a punti Under-23: 2ª
Gand 2019 - Americana Under-23: 2ª
Apeldoorn 2019 - Americana: 6ª
Fiorenzuola d'Arda 2020 - Inseguimento a squadre Under-23: 3ª
Fiorenzuola d'Arda 2020 - Omnium Under-23: 2ª
Fiorenzuola d'Arda 2020 - Americana Under-23: 3ª
Grenchen 2021 - Inseguimento a squadre: 7ª
Grenchen 2021 - Americana: 7ª
Monaco di Baviera 2022 - Inseguimento a squadre: 8ª
Monaco di Baviera 2022 - Americana: 5ª
Grenchen 2023 - Inseguimento a squadre: 7ª
Grenchen 2023 - Americana: 6ª
Apeldoorn 2024 - Inseguimento a squadre: 6ª
Apeldoorn 2024 - Corsa a punti: 5ª
Apeldoorn 2024 - Americana: 4ª
- Campionati europei su strada

Plumelec 2016 - Cronometro Junior: 11ª
Plumelec 2016 - In linea Junior: 32ª
Limburgo 2024 - In linea Elite: ritirata